# Wiersze zebrane
Wiersze zebrane – tomik poezji Ryszarda Kapuścińskiego, który ukazał się po raz pierwszy w Polsce w 2008 roku. Wydany jako 10 tom kolekcji Dzieła Wybrane Ryszarda Kapuścińskiego. W tomiku znalazły się utwory ze zbiorów: Notes i Prawa natury oraz 9 innych dotąd nigdy nie publikowanych.
Wcześniej tomik Wiersze zebrane w edycjach dwujęzycznych został wydany w wersjach:
- włosko-polskiej: "Taccuino d'appunti", w przekładzie Silvano De Fantiego, editrice Forum, Udine (2004),
- polsko-hiszpańskiej: "Poesia completa", w przekładzie Abla A.Murcii Soriano, Bartleby Editores, Madrid (2008).

## Informacje o książce
- Wymiary: 140 x 220
- Liczba stron: 144
- Oprawa: twarda
- ISBN 978-83-7552-120-7
- Agora SA, Warszawa 2008